# Thymus rasitatus
Thymus rasitatus — вид рослин родини глухокропивові (Lamiaceae), поширений у Казахстані й Західному Сибіру (Росія).

## Опис
Листки довгасто-еліптичні, черешкові, рідко війчасті, оголені, 4–10 мм. Суцвіття мале, головчасте; чашечка коротко волосата, вузько дзвінчата; квітки довжиною до 6 мм.

## Поширення
Поширений у Казахстані й Західному Сибіру (Росія).